# فرودگاه نیروی هوایی سلطنتی کی تاک

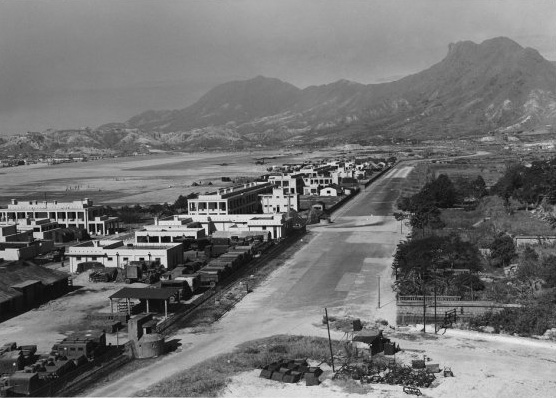
فرودگاه نیروی هوایی سلطنتی کی تاک

فرودگاه نیروی هوایی سلطنتی کی تاک (به انگلیسی: RAF Kai Tak) یک فرودگاه است . این فرودگاه در کشور هنگ کنگ قرار دارد و در ارتفاع ۹ متری از سطح دریا واقع شده است.